# Michael Nnachi Okoro
Mons. Michael Nnachi Okoro (1. listopadu 1940, Adiabo) je nigerijský katolický biskup.

## Stručný životopis
Narodil se 1. listopadu 1940 v Adiabo. Na kněze byl vysvěcen 19. prosince 1965 v Afikpu. Dne 27. června 1977 byl jmenován pomocným biskupem diecéze Abakaliki a titulárním biskupem Catabum castra. Biskupské svěcení přijal dne 27. listopadu 1977 z rukou Girolama Prigiona, spolusvětiteli byli Francis Arinze a Thomas McGettrick, S.P.S. Funkci pomocného biskupa vykonával do 19. února 1983 kdy byl ustanoven biskupem této diecéze. Dne 27. listopadu 1983 byl uveden do úřadu.